# اچ‌ام‌اس لاوفورد (کی۵۱۴)
اچ‌ام‌اس لاوفورد (کی۵۱۴) (به انگلیسی: HMS Lawford (K514)) یک کشتی است.